# Xian de Tongnan
Le xian de Tongnan (潼南县 ; pinyin : Tóngnán Xiàn) est une subdivision de la municipalité de Chongqing en Chine.

## Géographie
Sa superficie est de 1 585 km².

## Démographie
La population du district était de 900 532 habitants en 1999.

### Source
- Géographie : (zh) Page descriptive (Phoer.net)